# トーマネ
株式会社トーマネ（旧 東京マネキン株式会社）は東京都中央区に本社を置く、創業昭和9年の日本の企業。   
マネキン人形の制作から始まり、全国に15の支店を有する。   
- 内装仕上工事業・建築工事業　（特-28）第126276
- 日本マネキンディスプレイ商工組合会員

## 概要
始まりは「永徳斎」。明治から昭和まで、東京日本橋十軒店町で4代を重ねた日本人形の名店。 その「永徳斎」で、五月飾りの甲冑師となるべく、修行を積んでいた岩下亀之助が東京マネキン株式会社（現株式会社トーマネ）の初代である。
マネキン人形の仕事を始めた「永徳斎」は、手先が器用な亀之助に「マネキン人形の製作を手伝うように。」との社命を下した。これが、現在のトーマネへと続いていくのである。
その後、1934年岩下亀之助は「永徳斎」から独立し、マネキン人形の製造・販売を行う株式会社東京マネキン製作所を立ち上げ、日本橋小伝馬町二丁目に本社と東京営業所を設立し、大田区大森に工場を設置した。
当時マネキン人形の原材料はファイバー（紙製）張子であり、顔つき上半身のみの紳士のボディが制作され、社長である亀之助自らリヤカーを引いた初めての、自社製品の納品先は、今川橋のたもとのメガネ屋だった。
日本初のマネキン人形企業の誕生から10年ほどは、量産体制が取られ、繊維業界もマネキン人形の効用を認めるような時代の流れであった。
太平洋戦の影が忍び寄る1940年には大森の工場は火災となり、この戦争突入と共に衣料統制はいちだんと進み、1944年には軍の命令により新たな活動を始めた。「東京金属塗装工業所」。防毒マスクの吸収筒に国防色のラッカーを吹き付け、70%は軍需用品であったがマネキン人形の仕上げ、修理も行っていた。しかし、1945年終戦を3か月後に控え、再び大森工場は戦火の中消失となり、ついに会社の解散を余儀なくされた。
1951年再び息吹を吹き返し、日本橋小伝馬町二丁目に「東京マネキン販売株式会社」は設立された。得意先は衣料問屋を中心とし、短期展示場の仕事に取り組んでいる。
当時のマネキン人形はファイバー（紙製）で1体25キロであった。
1963年頃FRP（強化プラスチック）の登場により量産が可能となり、塗料の発色は美しくなり、強度を充分に備え、軽量化となったマネキン人形達は、この時期のアパレル業界イージーオーダー全盛時代に波にのって、量産のピークは1970年頃まで続いていった。
その後、1970年岩下修造が代表取締役社長となり、1958年名古屋出張所設置を第一歩とした全国への支店展開は、現在の18支店へとつながり、マネキン人形から始まった企業は現在、商空間をプロデュースする企業となっている。
1993年（平成5年）、東京マネキン株式会社から、愛称であった「トーマネ」へと商号変更し、株式会社トーマネとなる。2006年岩下久起代表取締役社長就任。

## 参考書籍
- 1996年発行 マネキンのすべて
- 2005年発行 株式会社トーマネ55年史
- 2011年発行 マネキンのすべて　続編